# Алфімково
Алфімково (рос. Алфимково) — село в Краснинському районі Смоленської області Росії. Входить до складу Волоєдовського сільського поселення.
Населення — 20 осіб (2007).

## Розташування
Розташоване в західній частині області за 16 км на південний схід від районного центру, смт Красний, за 20 км на південь від автошляху Р 135 Смоленськ — Красний — Гусіно, за 37 км на південь від залізничної станції Веліно на лінії Москва — Смоленськ.

## Історія
У роки Німецько-радянської війни село окуповано гітлерівськими військами у липні 1941 року, звільнено у вересні 1943 року.